# Saint-Hilaire-de-Villefranche
Saint-Hilaire-de-Villefranche is een gemeente in het Franse departement Charente-Maritime (regio Nouvelle-Aquitaine). De plaats maakt deel uit van het arrondissement Saint-Jean-d'Angély. Saint-Hilaire-de-Villefranche telde op 1 januari 2022 1.350 inwoners.

## Geografie
De oppervlakte van Saint-Hilaire-de-Villefranche bedroeg op 1 januari 2022 25,08 vierkante kilometer; de bevolkingsdichtheid was toen 53,8 inwoners per km².
De onderstaande kaart toont de ligging van Saint-Hilaire-de-Villefranche met de belangrijkste infrastructuur en aangrenzende gemeenten.

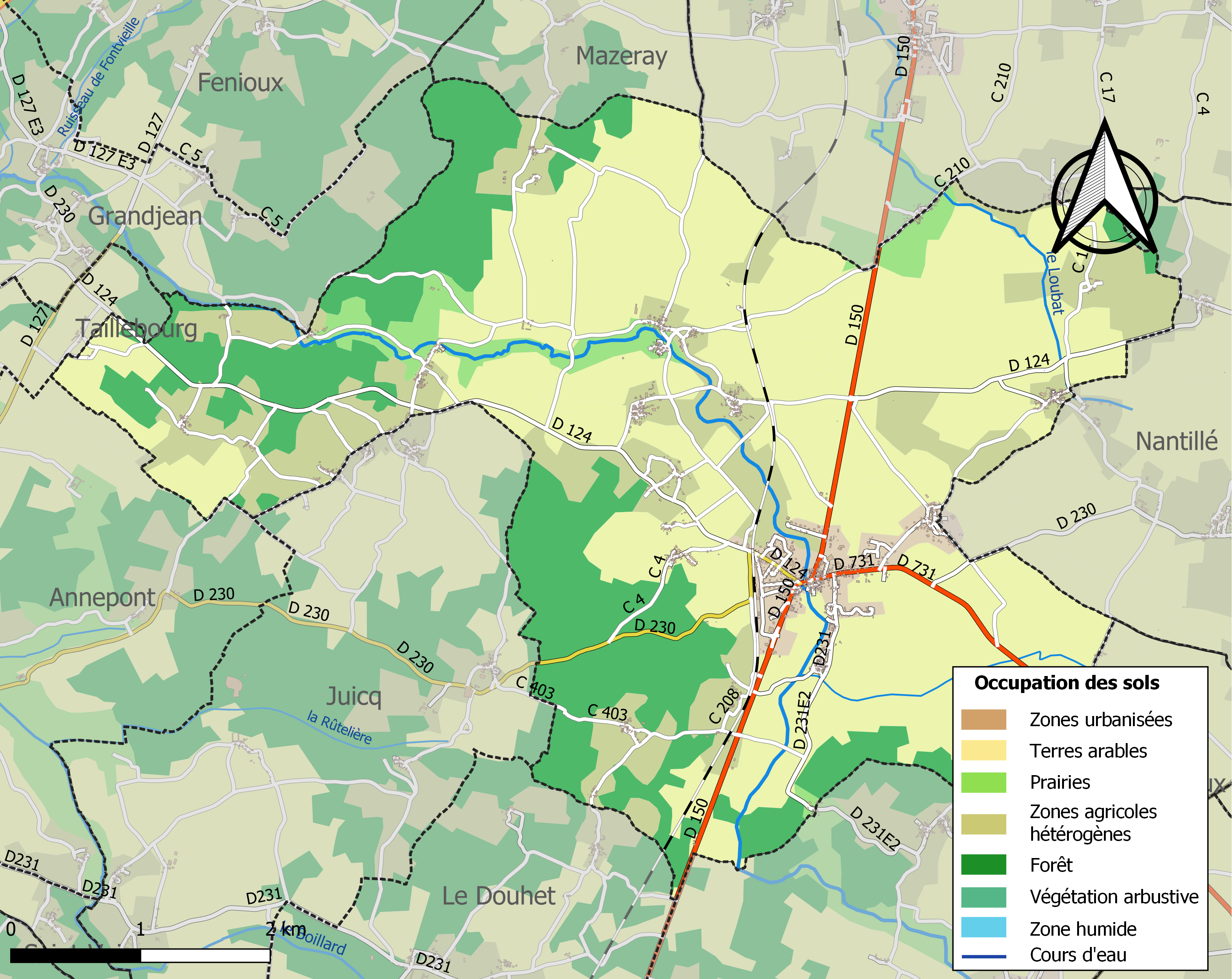

## Verkeer en vervoer
In de gemeente ligt spoorwegstation Saint-Hilaire - Brizambourg.

## Demografie
Onderstaande figuur toont het verloop van het inwonertal (bron: INSEE-tellingen).